# Gillis Edenhielm
Gillis Edenhjelm, född 6 maj 1778 på Öresten, död 29 april 1862 i Stockholm, var en svensk militär och ämbetsman, landshövding för Göteborgs och Bohus län 1835–1843.
Gillis Edenhjelm var son till generalmajor Eric Edenhielm och Anna Catharina Ridderstam. Han blev förare 1786 och fänrik vid Älvsborgs regemente 1788. Edenhjelm blev premiäradjutant vid Sprengtportska regementet 1795, löjtnant vid Danckwardtska regementet 1796 och transporterades genom byte till Stedingkska regementet 1797. År 1801 blev han löjtnant vid Göta artilleriregemente samt samma år kapten där och major i armén. Edenhjelm blev fjärde major vid Göta artilleriregemente 1812 och överstelöjtnant i armén 1813. Han deltog i Napoleonkrigen som officer; vid Leipzig 1813 utmärkte han sig och sårades. I samband med en brand i Skansen Kronan 1804 hade han visat rådighet.
Edenhjelm blev överstelöjtnant i artilleriet 1816, överstelöjtnant vid Göta artilleriregemente samma år och var överste och chef för regementet 1817–1834. Han blev 1818 ledamot av Kungliga Krigsvetenskapsakademien, generaladjutant 1823, kommendant i Göteborg 1825 och befordrades 1830 till generalmajor. År 1834 erhöll han avsked med tillstånd att kvarstå som generalmajor i artilleriet och blev samma år överkommendant på Sveriges västra kust. I november 1834 blev Edenhjelm vice landshövding i Göteborgs och Bohus län, och ordinarie landshövding i november 1835.
Gillis Edenhjelm blev riddare av Svärdsorden 1807, riddare av Sankt Annas ordens andra klass och riddare av Pour le Mérite 1817, kommendör av Svärdsorden 1833, riddare av Carl XIII:s orden 1838 samt kommendör med stort kors av Svärdsorden 1841.
På Kviberg återfinns det Edenhjelmska rummet. Ett porträtt av honom är utfört av Wilhelm Sjölander. Gillis Edenhjelms Gångväg i Nya Allén är döpt efter honom. Med Gillis Edenhjelm slocknade ätten.